# Иловай-Рождественское
Иловай-Рождественское — село в Первомайском районе Тамбовской области России. Входит в состав Хоботовского сельсовета.

## География
Село находится в северо-западной части Тамбовской области, в лесостепной зоне, в пределах Окско-Донской низменной равнины, на берегах реки Иловай, при автодороге Р22, на расстоянии примерно 10 км (по прямой) к юго-востоку от посёлка городского типа Первомайский, административного центра района. Абсолютная высота — 147 м над уровнем моря.

### Климат
Климат умеренно континентальный, относительно сухой, с холодной продолжительной зимой и тёплым летом. Средняя температура воздуха самого холодного месяца (января) — −11,5 — −10,5 °C (абсолютный минимум — −39 °C); самого тёплого месяца (июля) — 19,5 — 20,5 °C (абсолютный максимум — 40 °С). Среднегодовое количество атмосферных осадков варьирует в пределах от 400 до 650 мм. Продолжительность залегания снежного покрова составляет в среднем 135 дней.

### Часовой пояс
Село Иловай-Рождественское, как и вся Тамбовская область, находится в часовой зоне МСК (московское время). Смещение применяемого времени относительно UTC составляет +3:00.

## Население
| 2010 |
| ---- |
| 594  |

### Половой состав
По данным Всероссийской переписи населения 2010 года, в гендерной структуре населения мужчины составляли 45,5 %, женщины — соответственно 54,5 %.

### Национальный состав
Согласно результатам переписи 2002 года, в национальной структуре населения русские составляли 94 % из 701 чел.

## Известные уроженцы
- Стрельников, Владимир Трофимович (1926—2010) — советский железнодорожный деятель. Герой Социалистического Труда.
- Сухарев, Николай Иванович (1923—1945) — советский военнослужащий, рядовой. Полный кавалер ордена Славы.